# Ecuadorianska köket

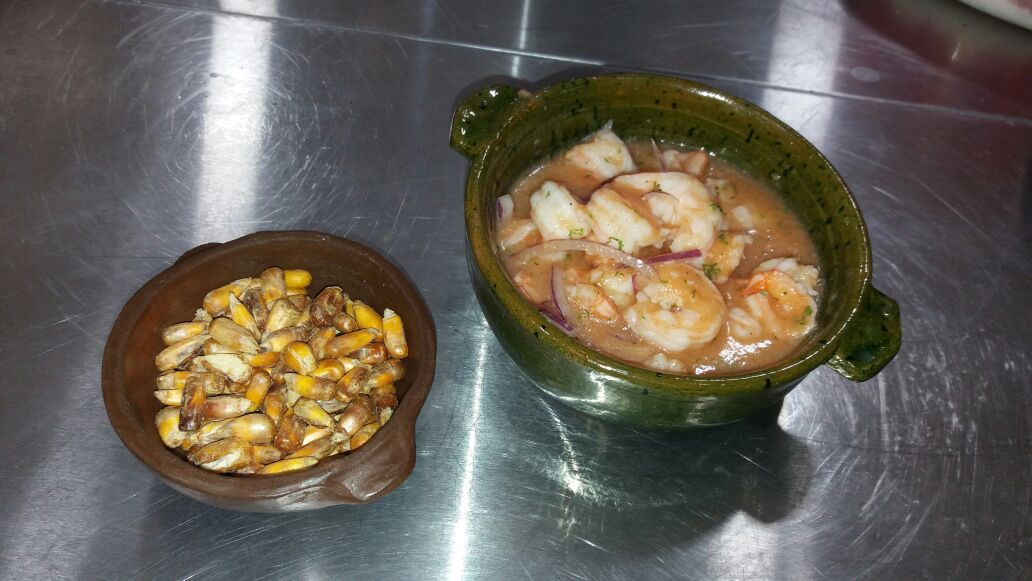
Ecuadoriansk Ceviche gjord av räkor och citron, lök, tomater och lite örter. Tomatsås, senap och apelsin används på vissa ställen, men ingår inte i grundreceptet.

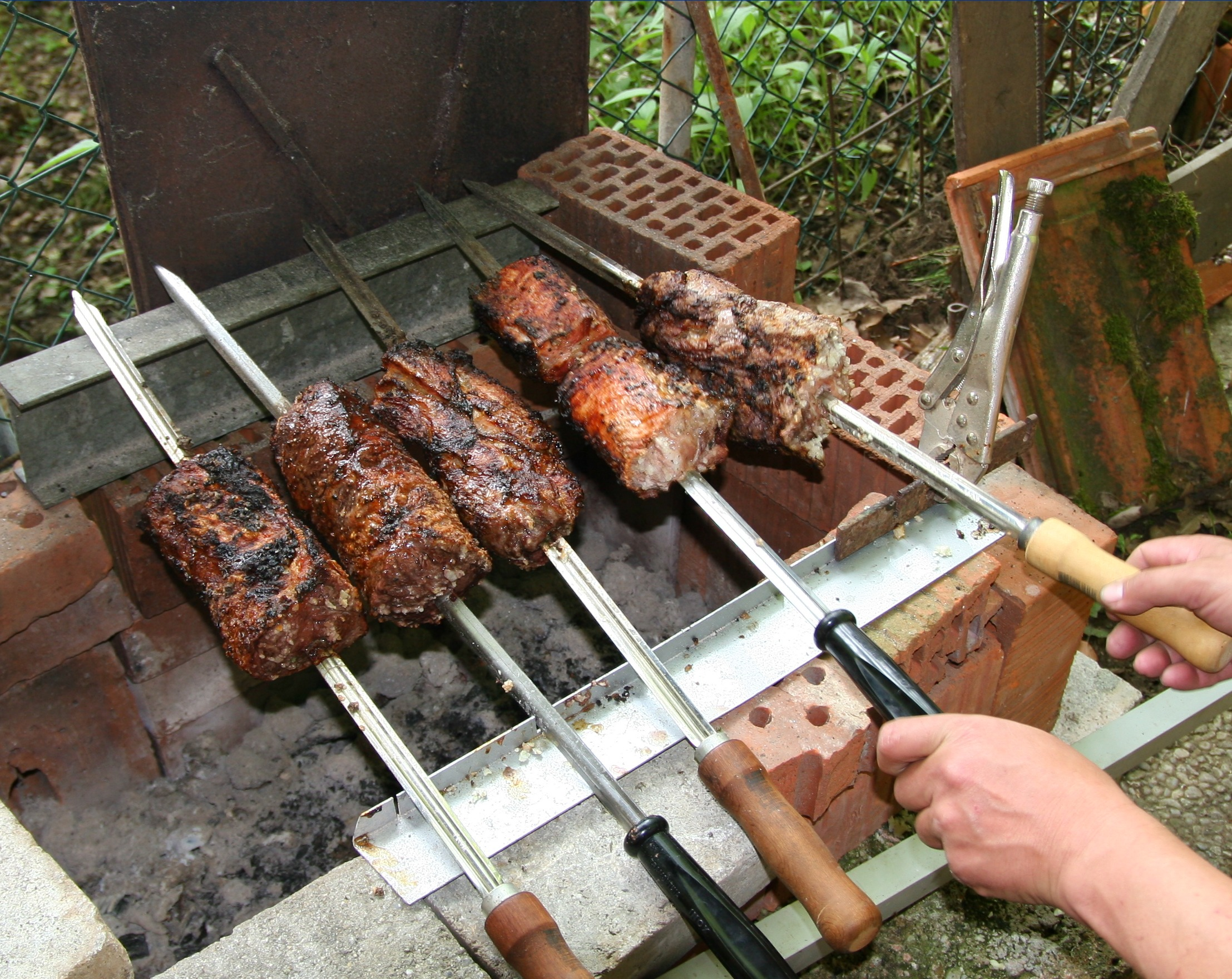
Churrasco

Ecuadorianska köket är ett kök bestående av mycket kött av olika slag. Nötkreatur är mycket vanligt men även fläskkött, fisk, fågel och marsvin är förekommande. Ecuadorianska köket är också känt för sina exotiska frukter och fisk av hög kvalitet. Soppa är lite av en speccialité i Ecuador. Soppa äts i de flesta måltider och är även ett vanligt komplement till kött.

## Ett urval av populära maträtter i Ecuador
- Ceviche, är en vanligt förekommande fiskrätt ifrån Peru. Den består främst fisk men har även en stark smak av koriander. I Ecuador består den ofta av räkor istället för fisk.
- Chugchucaras, lokal delikatess ifrån staden Latacunga. Maträtten består av friterat griskött, friterade bananer, Empanada mm
- Churrasco, är en från början portugisisk maträtt bestående av nötkött på spett som nu blivit populär i hela Sydamerika och delar av Centralamerika.

- Encebollado, är en slags soppa gjord på tonfisk, tomater, maniok och lök.
- Fanesca, är en soppa ifrån Ecuador som traditionellt serveras en vecka före påsk.
- Llapingachos, är en populär maträtt gjord på hela friterade potatisar